# 쿠루미 에리카
쿠루미 에리카(일본어: 来海 えりか 한국명:최바다)는 《하트캐치 프리큐어!》에 등장하는 가공의 인물이다. 애니메이션에서 목소리를 연기한 성우는 일본판은 미즈사와 후미에, 한국판은 김하영이다.

## 개요
큐어 마린으로 변신한다. 변신 시 파트너는 코프레. "프리큐어 오픈 마이 하트"라고 외치며 변신한다. 프리큐어로 각성은 3화. 마음의 꽃은 흰색이며 프리큐어의 씨앗은 푸른 코스모스.

### 인물
사립 명당학원 중등부 2학년으로, 패션 부 소속. 가족은 프로 카메라맨인 아버지와 옷가게 '페어리 드롭'을 운영하는 어머니, 그리고 현역 여고생 인기 모델인 언니가 있다. 외관은 짙은 파랑의 살짝 웨이브를 더한 어깨길이의 긴 생머리지만, 때때로 헤어 스타일에 변화를 주기도 한다.
전직 유명 모델이었던 어머니와 이를 잇는 언니의 영향으로 패션에 남다른 관심을 갖고 있으며, 학교에서 패션 부의 부장을 맡고 있다. 장래의 꿈은 패션 디자이너 겸 스타일리스트. 재봉이나 디자인 솜씨가 뛰어나고, 쓰리사이즈를 한 눈에 알아맞추는 예리한 눈썰미를 지녔다.
굉장히 밝고 솔직하지만 꽤 새침데기에 자기 주장이 강하고 상대를 끌어들이는 적극적인 행동력을 가졌지만 의외로 맘은 여린 편이라 자신의 주장이 거부당하거나 하면 상처를 입기도 한다.
또한 인기 있고 미인에 뭐든지 뛰어난 언니에 대해 열등감을 가지고 있어, 이로 인한 콤플렉스가 사막의 사도에게 데저트리언이 되어버린 적도 있다. 처음에는 츠보미에게서 프리큐어 스카웃 제의를 받았지만 폐부 직전의 패션 부의 일때문에 심란한 이유로 거절했다. 하지만 다른 사람을 구하기 위해 열심히 분투하는 큐어 블로섬으로 변신한 츠보미의 모습에 감동받아 프리큐어로 변신하게 된다. 이를 계기로 츠보미와 친하게 지내며, 언니에 대한 콤플렉스도 다른 사람과의 협조도 배우며 조금씩 변해간다.
운동은 잘하는 편이지만 공부는 못한다. 그래서 숙제를 없애겠다는 코브라자의 말에 솔깃하게 되어서 초등학교를 파괴하려는 데저트리안을 보고 기왕이면 중학교도 없애달라고 말하는 바람에 큐어 블로섬과 큐어 선샤인이 할 말을 잃어서 돌로 잠시 변하기도 하였다.

## 작중행적
츠보미가 처음으로 학교에 전학을 온 날 초면임에도 불구하고 소심해보이는 성격을 지적하며 적극적으로 다가갔지만 츠보미가 처음부터 피하고 짜증을 내면서 당황하였으며 츠보미에게 패션부 입부를 권하였지만 원예부에 입부하겠다는 츠보미에게서 거절당하였고 언니로부터 지적을 당해왔다가 악의 조직인 사막의 사도 사소리나에 의해서 데저트리안이 되었으나 큐어 블로섬으로 변신한 츠보미에 의해 구조되었고 츠보미에게 처음부터 막대한 것에 대해 참회하면서 서로 친해지게 되었다.

## 큐어 마린
"바닷 바람에 나부끼는 한 송이의 꽃, 큐어 마린!" (일본어: 海風に揺れる一輪の花、キュアマリン！) 이미지 색은 파란색.
3화에서 탄생한 프리큐어로, 본 작품에 있어서 2번째 멤버. 프리큐어 시리즈로는 중학생 프리큐어 중 최단신이었다. 결정대사는 "바다(태평양)보다 넒은 내 마음도 참는데는 여기가 한계야!"(일본어: 海より広いあたしの心も、ここらが我慢の限界よ！)
변신 후 복장의 기본 테마색은 파란색으로, 변신 전보다 더 연하고 밝은 하늘색의 좌우로 갈라진 장발과 머리 위에 티아라같은 리본장식이 특징. 눈동자 색도 짙은 파랑에서 밝은 하늘색으로 바뀐다. 색깔을 빼면 복장의 기본적인 디자인은 큐어 블로섬과 비슷하지만, 가슴팍에 리본이 블로섬보다 좀 더 길고 오버니삭스에 쇼트 부츠를 신고있는 점이 차이점. '마린'이란 이름은 프리큐어의 스카웃 제의받을 때부터 미리 생각해두고 있었던 것이다.
전투 스타일은 보통은 덤벙대는 큐어 블로섬을 보조해주는 스타일이지만, 블로섬이 싸우는 모습을 먼저 봤기 때문에 이미 싸우는 방법은 스스로 터득해, 첫 변신했을 때도 그 힘을 잘 조절하는 등 블로섬보다 능숙하게 싸운다. 물의 힘을 자유자재로 조종하여 적을 공격한다.
기술
- 마린 슛
- 마린 임팩트
- 마린 다이브
- 마린 다이너마이트
- 프리큐어 이마 펀치

필살기
- 프리큐어 블루 포르테 웨이브[6]